# Die Rückkehr der vergessenen Freunde
Die Rückkehr der vergessenen Freunde (Originaltitel: Don’t Look Under the Bed) ist ein US-amerikanischer Fernsehfilm von Kenneth Johnson aus dem Jahr 1999.

## Handlung
Die 14-jährige Frances ist für ihr Alter sehr reif und glaubt, dass es für alles eine Erklärung gibt. Nachdem sie auf die Highschool gewechselt ist, geschehen in ihrer Heimatstadt Middleberg seltsame Dinge: Ein Hund sitzt auf dem Dach eines Hauses, rohe Eier fallen aus dem Nichts auf ein Auto, aus einem Schulbus schießt eine Wasserfontäne und überall in ihrer Stadt tauchen Graffiti auf. Die Zeit bleibt für einen Augenblick stehen, und sie begegnet Larry und Zoe, die nur von ihr gesehen werden können und sich als Fantasiefreunde herausstellen. Frances verzweifelt an all diesen Phänomenen. Sie erfährt von Larry, dass dafür der "Boogeyman", eine Kreatur aus einer anderen Dimension, verantwortlich ist. Frances macht sich mit Larry und Zoe auf die Suche nach dem Boogeyman und ihrem verschwundenen Bruder Michael. Dabei versucht sie, Erklärungen für die Geschehnisse zu finden.

## Hintergrund
Die Rückkehr der vergessenen Freunde wurde von Hal Roach Studios und Walt Disney Television produziert und von den Tochterfirmen American Broadcasting Company und Buena Vista Television vertrieben. Die Filmaufnahmen zu dem Familienfilm entstanden in Salt Lake City, Utah.
In den USA lief der Film am 9. Oktober 1999 im Fernsehen, die deutsche Erstausstrahlung fand am 28. Oktober 2001 auf RTL statt.

## Kritik
„Kurzweilige Unterhaltung für die ganze Familie.“

„TV-Kinder-Gruselspaß aus dem Hause Disney. Für Kids gedacht, zu spät gebracht“

„Unterhaltsamer Familien-Fantasyfilm, der mit vertrauten und konventionellen Mitteln, zudem auf eine sehr sanfte Art des Gruselns eingeschworen ist.“